# أنطونيو سانشيز (منافس ألعاب قوى)
أنطونيو سانشيز (بالإسبانية: Antonio Sánchez)‏ هو منافس ألعاب قوى إسباني، ولد في 22 سبتمبر 1963 في بيخار في إسبانيا.

## وصلات خارجية
- أنطونيو سانشيز على موقع الاتحاد الدولي لألعاب القوى (الإنجليزية)
- أنطونيو سانشيز على موقع أوليمبيديا (الإنجليزية)